# Noodwet Ouderdomsvoorziening

In de dierentuin te Den Haag hebben op een feestvergadering een aantal senioren de Noodwet Drees uitgeluid. Met applaus werd Dr. W. Drees bij zijn binnenkomst begroet. Links de voorzitter van de Algemene Bond van Ouden van Dagen, de Heer W. van Beek (21 December 1956)

De Noodwet Ouderdomsvoorziening zorgde in Nederland van 1947 tot 1957 voor de verstrekking van een uitkering aan mannen en alleenstaande vrouwen van 65 jaar en ouder zonder voldoende eigen inkomsten. Doordat zij door Willem Drees als minister van Sociale Zaken werd ingediend, werd zij ook wel noodwet-Drees genoemd. Zij was uitdrukkelijk bedoeld als een noodoplossing zolang de definitieve regeling nog niet tot stand gekomen was. In 1957 werd zij vervangen door de AOW.

## Hoofdlijnen van de regeling
Hoewel de noodwet om politieke redenen niet zo mocht heten, had zij alle eigenschappen van een staatspensioen. De uitkering was geen gunst, maar een recht: zij kon niet worden verhaald op de kinderen, die daarvóór verplicht waren hun ouders te onderhouden. Zij werd alleen verstrekt aan Nederlanders:
- die al geruime tijd in Nederland woonden;
- zonder of met een klein eigen inkomen;
- die nuttige leden van de maatschappij waren geweest.

## De regeling in detail

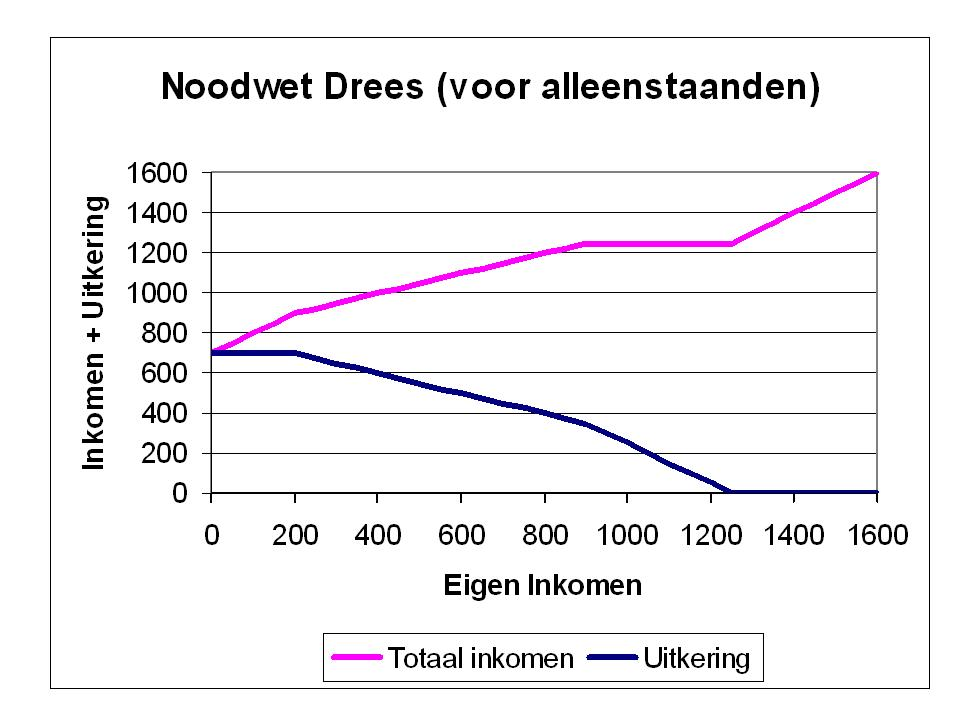
Overig inkomen en uitkering (bedragen in guldens per jaar voor gehuwden samen, 1954)

Nederlanders hadden recht op een uitkering als zij de zes voorafgaande jaren onafgebroken in Nederland gewoond hadden, afgezien van gedwongen afwezigheid wegens de oorlog. Voor buitenlanders en statelozen was de termijn twintig jaar. Verdere uitzonderingen werden gemaakt op grond van verdragen met België en Frankrijk.
De berekening van de uitkering was ingewikkeld omdat deze afhankelijk was van de burgerlijke staat, de gemeenteklasse en het eigen inkomen. Gehuwde vrouwen hadden geen zelfstandig recht op een uitkering; de uitkering voor een gehuwde man was echter hoger dan die voor een alleenstaande. Van het inkomen, bij gehuwden het inkomen van man en vrouw samen, werd een deel vrijgesteld, van een volgende deel werd 50% op de uitkering ingehouden en de som van eigen inkomen en uitkering was aan een maximum gebonden. Verder werden nog verschillende afrondingen toegepast. Uitkeringsgerechtigden hoefden hun kapitaal niet op te maken, maar het inkomen uit andere bronnen werd vermeerderd met 6-8% van het vermogen. Zelfstandigen kregen alleen een uitkering als zij konden aantonen over onvoldoende middelen te beschikken. Als gevolg van de regels met betrekking tot het eigen inkomen kreeg ongeveer de helft van de 65-plussers een uitkering.
Ten slotte vermeldden de regels dat landlopers en andere onmaatschappelijke lieden waren uitgesloten. Ook werd geen uitkering gegeven aan gevangenen en kon de uitkering bij misbruik van sterkedrank worden ingetrokken. De uitsluiting betrof dus een veel kleinere groep dan de prostituees, alcoholici en ontvangers van liefdadigheidsuitkeringen die bij vroegere buitenlandse regels voor het staatspensioen werden buitengesloten.

## Trivia
In 1954 werd verwacht dat het begrip Dreesklant weldra vervangen zou worden door Suurhoffklant. Het is echter lange tijd Dreestrekker gebleven.